# Ꙓ

Darstellung des präjotierten Jat

Das Ꙓ (Kleinbuchstabe ꙓ), präjotiertes Jat genannt, ist ein Buchstabe des kyrillischen Alphabets und eine Erweiterung des Buchstaben Ѣ. Es hatte (in welcher Sprache?) den IPA-Wert [jæ:].

## Zeichenkodierung
| Standard  | Standard    | Majuskel Ꙓ                           | Minuskel ꙓ                         |
| --------- | ----------- | ------------------------------------ | ---------------------------------- |
| Unicode   | Codepoint   | U+A652                               | U+A653                             |
| Unicode   | Name        | CYRILLIC CAPITAL LETTER IOTIFIED YAT | CYRILLIC SMALL LETTER IOTIFIED YAT |
| UTF-8     | UTF-8       | EA 99 92                             | EA 99 93                           |
| XML/XHTML | dezimal     | &#42578;                             | &#42579;                           |
| XML/XHTML | hexadezimal | &#xA652;                             | &#xA653;                           |